# Морска саса
Морске сасе су сесилни, солитарни жарњаци који имају облик полипа шестозрачне симетрије – цилиндрично тело са често великим бројем (и по неколико стотина) врло покретљивих пипака око усног отвора. За разлику од корала, са којима су најсродније, немају скелет. 
За подлогу су причвршћене педалним диском и секретом који је лепљив. Нису потпуно сесилне и могу се мало кретати правећи кружне покрете или чак пливати помоћу тентакула и таласастим покретима диска.

## Унутрашња грађа
Шестозрачна грађа огледа се у томе што им је унутрашњост тела (гастроваскуларна дупља) подељена на коморе преградама (септама) којих најчешће има 6 или 6n, мада се могу наћи и по 5 или 10, али никада их нема 8 (као што је то код октокоралија). Од пукотинастих уста које се налазе на слободном крају тела полази ждрело које се завршава у дупљи. Ждрело је повезано са телесним зидом преко септи. Телесни зид је, као код свих жарњака, изграђен од два слоја ћелија:
- епидермиса, спољашњег
- ендодермиса, унутрашњег чије су ћелије са трепљама

Између ових слојева налази се добро развијена, мезоглеја у којој су разбацане ћелије.
Жарне ћелије су разбацане по читавој површини тела, али су најбројније на тентакулама и око усног отвора. Епитело-мишићне ћелије изграђене су од миофибрила који су:
- на тентакулама распоређени уздужно
- око усног отвора радијално распоређени

Нервни систем је дифузан, односно, изграђен од нервних ћелија повезаних тако да граде мрежу у основи епидермиса и ендодермиса. 
Морске сасе се размножавају углавном полно, док неке усамљене јединке могу да се размножавају и бесполно, деобом и пупљењем. Најчешће су одвојених су полова са гонадама које се образују на преградама, мада има и хермафродитних врста. Када полне ћелије сазру долази до прскања гонада и ослобађања гамета у гастро-васкуларну дупљу. Оплођење се врши у тој дупљи, а затим се образује ларва планула која кроз усни отвор излази напоље. Ларва једно време плива па се спушта на дно и израсте у полипа.